# Jos mun pokka pettää
Jos mun pokka pettää è il quarto singolo tratto dal terzo album di studio, III, della band rock finlandese Haloo Helsinki!, pubblicato il 13 gennaio 2012 dalla EMI Finland.
Il video musicale è stato pubblicato sull'account di VEVO il 24 febbraio 2012 e mostra la band che suona dal vivo.

## Tracce
1. Jos mun pokka pettää – 3:31

## Classifica
| Classifica (2012)    | Massima posizione |
| -------------------- | ----------------- |
| Finlandia            | 8                 |
| Finlandia (download) | 7                 |

| Classifica (2014) | Massima posizione |
| ----------------- | ----------------- |
| Finlandia (radio) | 46                |